# Jaan Anvelt
Jaan Anvelt (también conocido por los seudónimos Eessaare Aadu, Jaan Holm, Jaan Hulmu, Kaarel Maatamees, Onkel Kaak; Oorgu, 18 de abril de 1884 - Moscú, 11 de diciembre de 1937) fue un revolucionario bolchevique y escritor estonio. Sirvió a la RSFS de Rusia, fue líder del Partido Comunista de Estonia, primer primer ministro del Comité Ejecutivo Soviético de Estonia y presidente del Consejo de la Comuna de los Trabajadores de Estonia (en estonio: Eesti Töörahva Kommuun). Encarcelado durante la Gran Purga de Iósif Stalin en 1937, murió a causa de las heridas sufridas durante una paliza propinada por Aleksandr Langfang mientras se encontraba bajo custodia de la NKVD.

## Biografía

### Primeros años
Anvelt nació en el seno de una familia campesina en Oorgu (actual municipio de Viljandi), kreis de Fellin de la gobernación de Livonia del Imperio ruso. Estudió magisterio, comenzando en Dorpat (actual Tartu) y luego en San Petersburgo, donde se unió a la facción bolchevique del Partido Obrero Socialdemócrata Ruso. Bajo el seudónimo de Eessaare Aadu, Jaan Anvelt también trabajó como escritor y publicista. Trabajó como maestro de escuela de 1905 a 1907, participando simultáneamente en actividades revolucionarias. De 1907 a 1912, Anvelt estudió jurisprudencia a tiempo parcial en la Universidad Estatal de San Petersburgo.
En 1911, Anvelt fue encarcelado por “actividades revolucionarias” y deportado a Tallin, donde continuó sus actividades del partido. En 1912 aprobó el examen de derecho como estudiante externo y posteriormente trabajó como abogado asistente en Narva.
Durante la Primera Guerra Mundial, Anvelt continuó secretamente el trabajo del partido comunista en Estonia. Junto con Johannes Käspert y Villem Buk fundó en Narva el periódico militante de izquierdas Kiir, al que influyó significativamente.

### Revolución de Octubre
Con la revolución de febrero de 1917, Jaan Anvelt se convirtió en presidente del Consejo de Trabajadores y Soldados de Narva (en estonio: Tööliste ja Soldierite Saadikute Nõukogu). En marzo de 1917 se convirtió en editor de Kiir y, junto con Viktor Kingissepp, en el líder bolchevique más importante de Estonia. 
Anvelt participó activamente en la Revolución de Octubre en Estonia. El 5 de noviembre de 1917 tomó el poder en Estonia con la revolución. Anvelt fue elegido presidente del Comité Ejecutivo Soviético de Estonia (en estonio: Eestimaa Nõukogude Täitev) y fue miembro del Comité Revolucionario de la Guerra de Estonia (en estonio: Eestimaa Sõja-Revolutsiooni). El 28 de noviembre de 1917, el Parlamento estonio (en estonio: Maapäev) se declaró independiente de todos los organismos rusos, pero la decisión no fue reconocida por Petrogrado. El 8 de diciembre de 1917, el Consejo de Ministros de la Unión Soviética nombró a Jaan Anvelt como jefe del gobierno bolchevique de Estonia. Aunque Anvelt y su gobierno lograron conservar el control comunista sobre la capital, Tallin, perdieron el poder en grandes partes del país. El 4 de febrero de 1918, Anvelt huyó a Petrogrado, antes de que se acercaran las tropas alemanas, donde permaneció políticamente activo.

### Guerra de Independencia de Estonia
Tras la retirada de las tropas de ocupación alemanas, estalló la guerra de independencia de Estonia entre el gobierno de la República de Estonia y la Rusia soviética. El 28 de noviembre de 1918, el Ejército Rojo ocupó la ciudad de Narva, en la frontera oriental de Estonia. Un día después, fundó la Comuna del Pueblo Trabajador de Estonia (en estonio: Eesti Töörahva Kommuuna, en ruso: Эстляндская Трудовая Коммуна) como gobierno títere de los territorios estonios ocupados por los bolcheviques. Jaan Anvelt se convirtió en presidente del gobierno. Ocupó el cargo hasta que se disolvió la comuna obrera el 5 de junio de 1919. 
El gobierno de Anvelt estuvo marcado por numerosos actos de venganza y masacres en Rakvere y Tartu, que se cobraron las vidas, entre otros, del obispo ortodoxo ruso de Tallin, Platon Kulbusch, y de los pastores luteranos Walther Paucker, Traugott Hahn (ambos incluidos en el Calendario de Nombres Evangélicos desde 1969) y Moritz Wilhelm Paul Schwartz. 
En mayo de 1919, el Ejército Rojo fue completamente expulsado de Estonia. Con el tratado de Tartu del 2 de febrero de 1920, la Rusia Soviética tuvo que reconocer la independencia de Estonia.

### Después de la guerra de independencia
Tras la derrota de los revolucionarios en los países bálticos, Anvelt pasó a la clandestinidad, manteniéndose activo como revolucionario y emergiendo como uno de los líderes del intento de golpe de Estado en Estonia de 1924. En 1925, Anvelt llegó a la Unión Soviética y, entre 1926 y 1929, trabajó como comisario político de la Academia de Ingeniería de la Fuerza Aérea Zhukovski. De 1929 a 1935, ocupó altos cargos en la administración principal de la flota aérea civil. Entre 1935 y 1937, Anvelt fue miembro y secretario ejecutivo de un departamento dentro de la Internacional Comunista.
Anvelt fue arrestado en 1937, acusado de trabajar para la inteligencia letona. Interrogado bajo custodia, falleció a causa de las heridas infligidas por el interrogador Aleksandr Langfang el 11 de diciembre de 1937, siendo posteriormente denunciado como enemigo del pueblo.

### Rehabilitación
En 1956, durante el deshielo del que Nikita Jrushchov se distanció, Anvelt fue rehabilitado. En 1957, Aleksandr Langfang fue arrestado por violaciones de derechos humanos. En 1958, fue condenado a 15 años de prisión por tortura y falsificación de pruebas. Langfang cumplió toda su condena y fue liberado en 1973.

## Vida personal
Jaan Anvelt estuvo casado con la política socialdemócrata Alma Ostra-Oinas de 1909 a 1910. En 1912 se casó con la rusa J. Vassiljeva en San Petersburgo. Su tercera esposa fue Alise Stein-Anvelt, con quien tuvo dos hijos: Kima y Jaan.
Su nieto, Andres Anvelt, asumió el cargo de ministro del Interior de Estonia por el Partido Socialdemócrata en 2016.

### Obras propias
- Räästaalused (Eessaare Aadu. – Tallinn : Mõte, 1916)
- Alasti (Eessaare Aadu. – Tallinn : Mõte, 1917)
- Kes on sotsialdemokraadid-enamlased? (K. Maatamees. - [Tallinn] : VSDTP Eestimaa Komitee, 1917)
- Kes on sotsialdemokraadid-enamlased? (K. Maatamees. - 2. ed. - Tallinn : VSDTP Eestimaa Komitee, 1917)
- Maa rahwa kätte (K. Maatamees. – Tallinn : Mõte, 1917)
- Maa rahwa kätte (K. Maatamees. – 2. ed. – Tallinn : Mõte, 1917)
- Metsa serwal (Eessaare Aadu. – Petrograd : 1919)
- Töörahwa wõimuwalitsuse kindlustamisest (Jaan Anwelt. – Peterburis : Kom.partei Eesti Keskk. Wenemaa büroo, 1919 – Töörahva kirjandus; nr. 15)
- Maha kommunistid! Elagu sotsiaaldemokraadid! : töörahwa sõpradest ja waenlastest. - Tallinn : J. Linzmann, 1924. – Töörahva raamatukogu; nr. 1
- 1905. aasta Eestis : Kirjeldused. Mälestused. Dokumendid (EKP KK ajalookomisjon; [foreword: H. Pöögelmann]. – Leningrado : Külvaja, 1926)
- Sotsialistlise ühiskonna ehitamine Nõukogude Liidus : (Ü.K.(e)P. konwerentsi puhul) (J. Anwelt ja O. Rästas. – Moskwas : Nõukogude Sotsialistliste Vabariikide Liidu Rahvaste Keskkirjastus, 1927)
- "Meie lahkuminekud", ehk, EKP "wastasrinna" ajaloolised unenäod (J. Anwelt. – Leeningraad : Külvaja, 1928)
- Lenini partei ja trotskistid (Jaan Anwelt. – Leningrad : Külvaja, 1929)
- Parempoolne kallak Üleliidulises Kommunistlises (enamlaste) Parteis (J. Anwelt. – Leningrad : Külvaja, 1929)
- Jutustusi (Eessaare Aadu; [compiled by E. Sõgel; illustrated by A. Kütt; epilogue: E. Päll]. – Tallinn : Eesti Riiklik Kirjastus, 1957)
- Oktoobrirevolutsioon Eestis (Jaan Anvelt. – Tallinn : Eesti Raamat, 1967)
- Valitud jutustusi (Eessaare Aadu. – Tallinn : Eesti Raamat, 1971)
- Valitud teosed. 1. [volume.], 1905 - 1917 (Jaan Anvelt; EKP Keskkomitee Partei Ajaloo Instituut, NLKP Marksismi-Leninismi Instituudi Filiaal; [compiled by Karl Tammistu]. – Tallinn : Eesti Raamat, 1982)
- Valitud teosed. 2., 1917–1921 (Jaan Anvelt; EKP Keskkomitee Partei Ajaloo Instituut, NLKP Marksismi-Leninismi Instituudi Filiaal; [toimetuse kolleegium: Karl Tammistu (compiler).. etc.]. - Tallinn : Eesti Raamat, 1983)
- Linnupriid (Eessaare Aadu. – Tallinn : Eesti Raamat, 1984)
- Valitud teosed. 3., 1921 – 1925 (Jaan Anvelt; [compiled by K. Tammistu]; EKP Keskkomitee Partei Ajaloo Instituut, NLKP Marksismi-Leninismi Instituudi Filiaal. - Tallinn : Eesti Raamat, 1986)
- Valitud teosed. 4. [volume.] 1925-1928 (Jaan Anvelt; EKP Keskkomitee Partei Ajaloo Instituut, NLKP Marksismi-Leninismi Instituudi Filiaal; [compiled by K. Tammistu]. - Tallinn : Eesti Raamat, 1987)

### Estudios sobre Jaan Anvelt
- Fred Peterson, Jaan Anwelt : terroristide juht. nr. 1 (Tartu : Argus, 1925)
- Richard Majak, Jaan Anvelt : [elu ja tegevus] : abiks lektorile (Tallinn : Eesti NSV ühing "Teadus", 1964. - Eesti NSV ühing "Teadus"; 1964, nr. 28)
- Mälestusi ja dokumente J. Anveldist (EKP Keskkomitee Partei Ajaloo Instituut – NLKP Keskkomitee Marksismi-Leninismi Instituudi filiaal; [compilator R. Majak]. – Tallinn : Eesti Raamat, 1965)
- Holger Pukk, Kirjad Liisale ([illustrated by Illimar Paul]. – Tallinn : Eesti Raamat, 1983)
- Alise Stein-Anvelt, Valguses ja varjus : unustamatuid inimesi ja sündmusi : [mälestusi V. Kingissepast ja J. Anveldist] (Tallinn : Eesti Raamat, 1988. - ISBN 5-450-00015-4)